# Kiyoyuki Terada
Kiyoyuki Terada (jap. 寺田精之 Terada Kiyoyuki; ur. 20 marca 1922 w Nagasaki w Japonii, zm. 13 lipca 2009) – mistrz sztuk walki, posiadacz stopnia 10 dan w aikido (yōshinkan).
Naukę kendo i judo rozpoczął w kwietniu 1934, po wstąpieniu do szkoły średniej Kaisei Junior High School. W czerwcu 1937 wygrał zawody judo i otrzymał nagrodę dla najlepszego zawodnika roku. W kwietniu 1940 (mając 18 lat) rozpoczął naukę na uniwersytecie Takushaku, gdzie wstąpił do klubu karate. 
W 1941 poznał Gōzō Shiodę. W latach 1940–1943 Terada pobierał nauki sumo u Akutsugawa sensei, judo u Sone sensei oraz nauki kashima-ryū jūjitsu u Osugi sensei. W grudniu 1943 w wieku 21 lat został wcielony do armii ze względu na trwającą II wojnę światową.
W 1950 Terada przeniósł się z Tokio do Jokohamy, do pracy w policji i rozpoczął treningi w Aikikai Hombu Dōjō pod kierunkiem Morihei'a Ueshiby. W 1952 Terada wraz z Gōzō Shioda prowadził treningi aikido dla firmy NKK i 85 posterunków policji w Tokio. Od 1955 Terada kierował treningami aikido dla departamentu policji w Jokohamie oraz obozu Drake w Saitama. W lipcu 1955 Terada wraz z Gōzō Shiodą stworzyli yōshinkan-aikidō.
W 1957 Terada shihan spotkał się z amerykańskim senatorem Robertem Kennedym i premierem Yasuhiro Nakasone w Yōshinkan Honbu Dōjō. W 1961 Terada przeniósł się do bazy wojskowej Yokosuka, gdzie prowadził treningi aikido. Spotkał tam Amosa Parkera, który został jego wieloletnim uczniem. 
W 1967 Terada udał się po raz pierwszy za granicę, aby prowadzić seminarium aikido w Honolulu, na Hawajach.
W 1990 Terada shihan otrzymał stopień 9 dan z rąk Gōzō Shiody. Władze yōshinkan-aikidō przyznały mu tytuł saikō-shihan. Był przewodniczącym dwóch organizacji: National Yoshinkan Renmei oraz Yoshinkan Seiseikai, a także jedynym saikō-shihan w yōshinkan-aikidō.
Kiyoyuki Terada dwukrotnie (październik 2005 i 2006) prowadził w Polsce pięciodniowe seminaria, na zaproszenie Federacji Seiseikan Yoshinkan Aikido Polska.